# Mouflières
 Mouflières  es una comuna francesa situada en el departamento de Somme, en la región de Hauts-de-France.

## Demografía
| 85 | 90 | 96 | 86 | 74 | 71 | 88 | 83 |
| Para los censos de 1962 a 1999 la población legal corresponde a la población sin duplicidades (Fuente: INSEE [Consultar]) |    |    |    |    |    |    |    |